# Día de la Gente de Mar
El  Día de la Gente de Mar es una jornada que se conmemora el 25 de junio desde 2011, establecida en 2010 por la  Organización Marítima Internacional (OMI).

## Proclamación
El 24 de junio de 2010, en la Conferencia de Manila organizada por la Organización Marítima Internacional, mediante la Resolución 19, se proclamó el Día de la Gente de Mar con el objetivo de aumentar la conciencia sobre la contribución de los marinos al bienestar global. Se convirtió en uno de los días oficiles de las Naciones Unidas.

## Celebración
Se celebra cada año el 25 de junio. La fecha fue elegida debido a su proximidad con la Conferencia Diplomática de 2010 en el que se decidió esta celebración, subrayando la importancia de los marinos en el comercio marítimo internacional. La primera celebración fue en 2011, y desde entonces se ha conmemorado anualmente, con campañas que destacan la importancia y las contribuciones de la gente de mar a nivel mundial.

## Temas
- 2011: Primer Día Mundial de la Gente del Mar.[4]
- 2012: It came by sea, I can’t live without it!,[5] ('Llegó por mar y no puedo vivir sin él').
- 2013: Rostros del Mar.[6]
- 2014: La gente de mar me trajo…[7]
- 2015: ¿Por qué no considerar una carrera en la mar?.[8]
- 2016: El Mar para Todos.[9][10]
- 2017: La gente de mar importa.[11]
- 2018: El bienestar de la gente de mar.[12]
- 2019: Embárcate con la igualdad de género.[13]

- 2020: La gente de mar son trabajadores esenciales.[14]
- 2021: Gente de mar, te escuchamos.[15]
- 2022: Tu viaje: antes y ahora. Comparte tu viaje.[16]
- 2023: La gente de mar, el Convenio MARPOL y el medio marino en el 2023.[17]
- 2024: Sus mejores consejos para la seguridad en el mar.[18]